# Actiones annales
Actiones annales (powództwa roczne) – w prawie rzymskim grupa powództw czasowych (actiones temporales), które przedawniały się po upływie roku. Do powództw tych należały przeważnie skargi oparte na prawie pretorskim.